# کلیسای آزاد

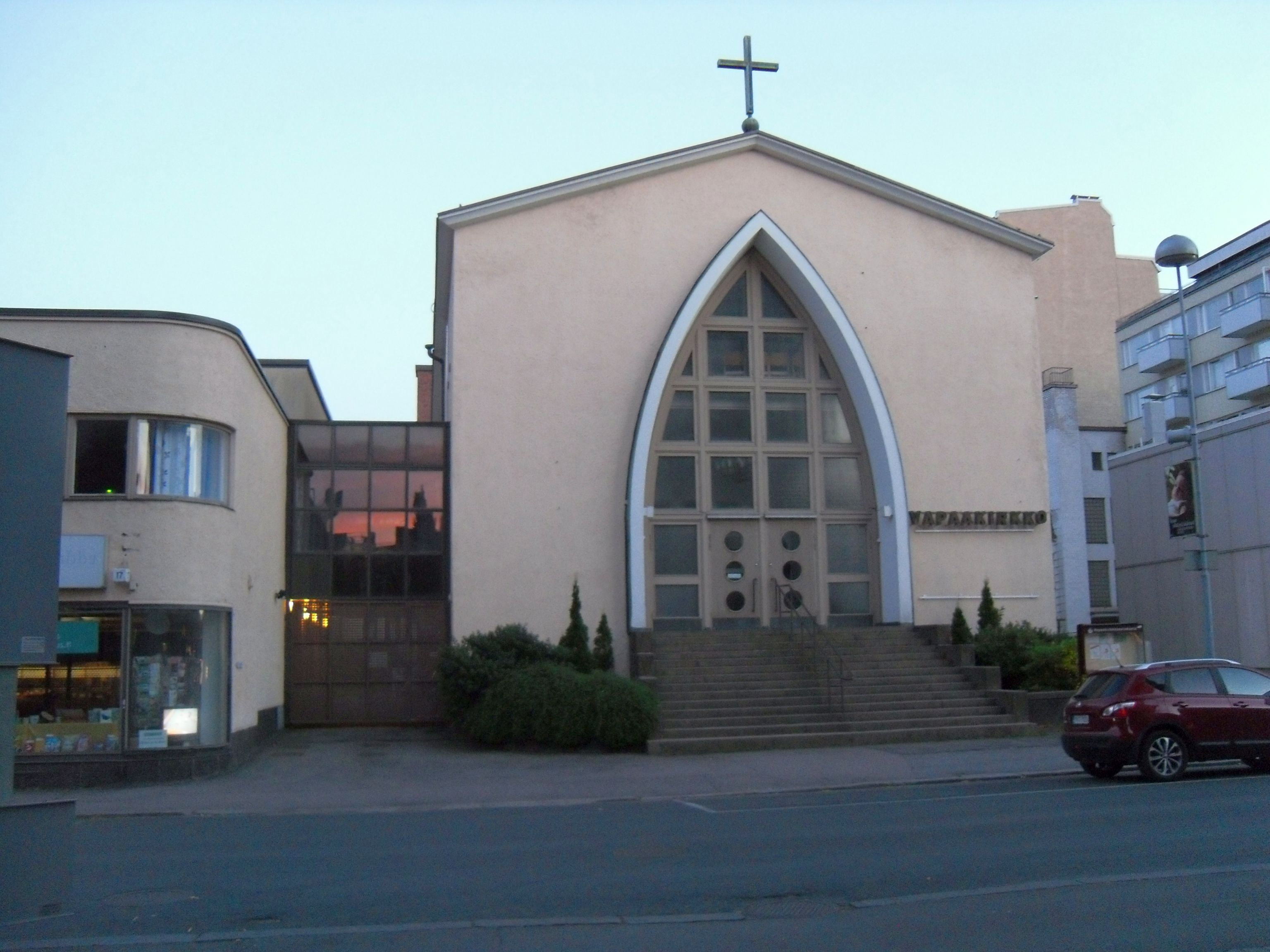
نمای یک کلیسا

یک " کلیسای آزاد " (که گاهی به مسیحیت آزاد نیز خوانده می‌شود) یک کلیسا یا شاخه ای از مسیحیت است که ذاتاً و بر خلاف دیگر کلیساهای مسیحیِ به ظاهر وابسته به حکومت‌ها، خود را از کمک‌های دولتی و حکومتی مستقل می‌داند. یک کلیسای آزاد اصولاً جهت‌گیری سیاسی ندارد و الهیات کلیسایی را بر اساس تعاریف دولتی تنظیم نمی‌کند. یک کلیسای آزاد همچنین برای انجام کار خود به دنبال تأیید یا تأمین اعتبار دولت نیست. شمار این کلیساها در کشورهایی که دارای کلیساهای به شدت تحت کنترلِ حکومتی هستند رو به افزایش است.

## تاریخچه
الگوی کلیسای آزاد از نظر تاریخی به پیش از امپراطوری کنستانتین و آنچه که در میان مسیحیان رایج بود بازمی‌گردد. تا پیش از این امپراطوری به دلیل ممنوعیت فعالیت مسیحیان، آنان از طریق تجمعات پنهانی و به دور از چارچوب‌های حکومتی اقدام به تشکیل جاجتماعات خود می‌نمودند.
در دوران قرون وسطی بسیاری از جوامع مسیحی پر رونق در خاور دور (هند و چین) وجود داشتند، اما هیچ‌یک از این جوامع هرگز کنترل‌های دولتی را پذیرا نشدند.
فرقه‌هایی از مسیحیان مانند والدنسیان در عمل دارای کلیساهای آزاد بودند. در قرن شانزدهم و در اروپا، در درون جنبشهای رادیکال مانند آناباپتیست‌ها، کلیساهای آزاد با تفاوت‌های جزئی، همانند آنچه شورشیان مونستر خواهان آن بودند، وجود داشتند. منونایتها، آمیشی‌ها، کواکرها و تعدادی دیگر از فرقه‌های مسیحی در اروپا و آمریکای شمالی سیاست تأسیس و حفظ کلیساهای آزاد را در دستور کار خود داشته و همچنان دارند.
در ایالات متحده وبر خلاف اروپا، جدایی کامل کلیسا از سیاست و دولت، به رشد و گسترش این کلیساها کمک شایانی کرده‌است؛ و این در حالی است که امروزه نیز در اروپا دخالت‌های دولتی تنها محدود به اخذ مالیات و تعیین نمایندگان مذهبی کلیساها، همچون اسقفان و کشیشان شده‌است.

## کلیسای آزاد در جنبش‌های مسیحی

### آنگلیکانیسم
در انگلستان و در میان مسیحیان آنگلیکانیسم یک کلیسا عنوان کلیسای آزاد را برای خود برگزیده است: کلیسای آزاد انگلستان. جان گیفورد در شهر بدفورد و در سال ۱۶۵۰ یک کلیسای آزاد تأسیس نمود.

### پرزبیتریانیسم
تعداد زیادی از کلیساهای پرزبیتریِ واقع در اسکاتلند و ایرلند شمالی، عنوان کلیسای آزاد را برای خود برگزیده اند. مهمترینِ این کلیساها، کلیسای آزاد اسکاتلند است.

### English dissenters and nonconformists
در انگلستان و ولز، در اواخر قرن نوزدهم اصطلاح جدید «مسیحی آزاد» و «کلیسای آزاد» به تدریج جایگزین عبارت «مخالف» یا Nonconformists برای مسیحیانی شد که آنها نیز دخالت‌های حکومتی در دین را پذیرا نبودند.

### متدیسم
از نظر مسیحیانِ متدیست، کلیسای آزاد بنا به سه دلیل حامل عنوان آزاد بوده‌است و آزاد بودن آن چندان ارتباطی به دخالت‌های دولتی نداشته. اول اینکه، کلیسای آزاد در هر شرایطی با برده داری که مسألهٔ روزِ جامعهٔ آن زمان بوده، مخالف است. دوم اینکه توبه و بخشایش را قابل اجاره یا فروش نمی‌داند و سوم آنکه، از تشریفات خشکِ مذهبی پیروی نمی‌کند و هر کس در آنها می‌تواند، خود آن گونه که می‌خواهد با روح القدس ارتباط برقرار کند.

### ریاضت رادیکال
جنبش‌های وابسته به فدارسیون بین‌المللی کلیساهای انجیلیِ آزاد، بنیاد خود را در سیاست‌های «جنبش ریاضت رادیکال» می‌دانند. این جنبش از مسیحیانِ پروتستانی بوده‌اند که راه خود را از کلیساهای لوتریِ پروتستان جدا کرده‌اند.

## کلیساهای آزاد در کشورهای مختلف

### ایالات متحده
در ایالات متحده و به خاطر قانون بسیار محکمِ جداییِ دین از سیاست، تقریباً اکثر کلیساها، عنوان کلیسای آزاد را برای خود انتخاب کرده‌اند. با این حال هر از گاهی مناقشاتی بر سر مسائل مالیاتی این کلیساها میان دولت و جامعهٔ کلیسایی وجود دارد.

### آلمان
در آلمان، کلیساهای پروتستان جدا از سازمان کلیسای انجیلی در آلمان تحت یک برچسب مشترک قرار داشته و به‌طور کلی به عنوان «کلیساهای آزاد» (Freikirchen) یا «کلیساهای آزاد پروتستان» (Evangelische Freikirchen) خوانده می‌شوند. این عنوان شامل فرقه‌های نسبتاً جدیدِ شکل گرفته در کشور مانند باپتیست‌ها، متدیست‌ها و غیره و همچنین تعدادی از کلیساهای افانگلیش لوتری نیز می‌شود.

### چین
مرکز تحقیقات پیو در اوایل سال ۲۰۱۰ تخمین زده‌است که چین ۳۵ میلیون مسیحی پروتستانِ مستقل دارد که عمدتن در خانه کلیساهای خود را برپا می‌کنند. این مرکز همچنین برآورد کرده‌است که در این کشور ۳٫۳ میلیون کاتولیک به صورت زیرزمینی فعالیت‌های عبادی خود را انجام می‌دهند.

### سوئد
در سوئد، واژه کلیسای آزاد (سوئدی: frikyrka) اغلب به معنای هرگونه اعتقاد پروتستان مسیحی است که بخشی از کلیسای رسمی سوئد به حساب نمی‌آید. کلیسای سوئد تا اول ژانویهٔ سال ۲۰۰۰، کلیسای رسمی و دولتی کشور سوئد به حساب می‌آمد. باپتیست‌ها، پنطیکاستی‌ها و متدیست‌ها، همه از اعضای زیرمجموعهٔ این کلیسا بوده‌اند.

### ایران
چنین به نظر می‌رسد که کلیساهای آزاد در ایران عمومن به صورت خانگی و زیرزمینی تشکیل می‌شوند و هدف آنها هدایت و حمایت از مسیحیان نوکیش است. آمار دقیق و مشخصی از فرقه‌ها و جهت گیریِ موسسانِ این کلیساها در اختیار نیست ولی ظاهراً طیف گسترده‌ای از مسیحیانِ نوکیش با شاخه‌های مختلف (بیشتر) از مسیحیت پروتستان، به این کلیساها جذب می‌شوند.